# Lijst van voetbalinterlands Benin - Malawi
Deze lijst van voetbalinterlands is een overzicht van alle officiële voetbalwedstrijden tussen de nationale teams van Benin en Malawi. De Afrikaanse landen speelden tot op heden twee keer tegen elkaar. De eerste ontmoeting was een kwalificatiewedstrijd voor de Afrika Cup 2015 op 20 juli 2014 in Cotonou. Het laatste duel, de returnwedstrijd in dezelfde kwalificatiereeks, vond plaats in Blantyre op 2 augustus 2014.

## Wedstrijden
| № | Plaats   | Datum           | Competitie                   | Wedstrijd      | Uitslag |
| - | -------- | --------------- | ---------------------------- | -------------- | ------- |
| 1 | Cotonou  | 20 juli 2014    | Afrika Cup 2015 kwalificatie | Benin − Malawi | 1 − 0   |
| 2 | Blantyre | 2 augustus 2014 | Afrika Cup 2015 kwalificatie | Malawi − Benin | 1 − 0   |

## Samenvatting
| Competitie              | Totaal gespeeld | Winst Benin | Gelijk | Winst Malawi | Doelsaldo Benin – Malawi |
| ----------------------- | --------------- | ----------- | ------ | ------------ | ------------------------ |
| Afrika Cup-kwalificatie | 2               | 1           | 0      | 1            | 1 − 1                    |
| Totaal                  | 2               | 1           | 0      | 1            | 1 − 1                    |

Wedstrijden bepaald door strafschoppen worden, in lijn met de FIFA, als een gelijkspel gerekend.